# Merciless
Merciless — мини-альбом английской индастриал-метал группы Godflesh. Мини-альбом был выпущен в 1994 году на лейбле Earache Records, в США он вышел на лейбле Columbia Records. В 1996 году «Merciless» был переиздан вместе с альбомом «Selfless» в объединенном издании «Selfless/Merciless». В качестве обложки мини-альбома использован кадр из фильма «Полуденные сети»

## Об альбоме
Оригинальное издание «Merciless» включает в себя четыре трека. Песни «Blind» и «Unworthy», вошедшие в альбом, никогда раньше ещё не издавались. Песня «Flowers» является ремикс-версией песни «Dont Bring Me Flowers» с альбома «Pure». Песня «Merciless» была специально записана для альбома в декабре 1993 года.

## Список композиций
1. «Merciless» — 6:17
2. «Blind» — 7:16
3. «Unworthy» — 7:14
4. «Flowers» — 7:34

## Участники записи
- Джастин Броудрик (J. K. Broadrick) — электрогитара, вокал, программирование, микширование
- Бен Грин (G.C. Green) — бас-гитара
- Роберт Хэмпсон (Robert Hampson) — электрогитара (треки 3, 4)